# Ayres' havikarend
Ayres' havikarend (Hieraaetus ayresii) is een vogel uit de familie van de havikachtigen (Accipitridae). De vogel komt voor in Sub-Saharisch Afrika. Deze roofvogel is in 1862 geldig beschreven door de Britse vogelkundige John Henry Gurney en vernoemd naar zijn collega en ontdekker (verzamelaar), de Zuid-Afrikaan Thomas Ayres. De vogel heet Kleinjagarend in het Zuid-Afrikaans.

## Kenmerken
De vogel is 45 tot 61 cm lang en weegt tussen de 685 en 1045 g. De spanwijdte is 124 cm. Het vrouwtje is groter dan het mannetje. De vogel heeft een variabel verenkleed. Er bestaan bijna geheel zwarte vormen. Meestal valt de vogel op door de zware streping op de ondervleugel en de witte voorrand (leading edge) van de vleugel. De vleugels zijn relatief breed voor een havikarend. Verder is de vogel van boven donker chocoladebruin en heeft een kuif op de kop.

Ayres havikarend in vlucht
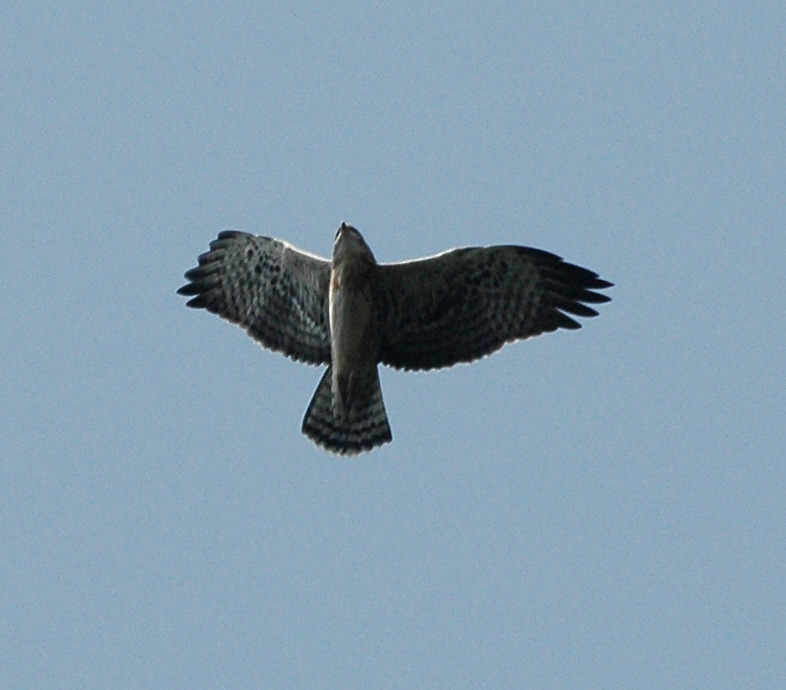
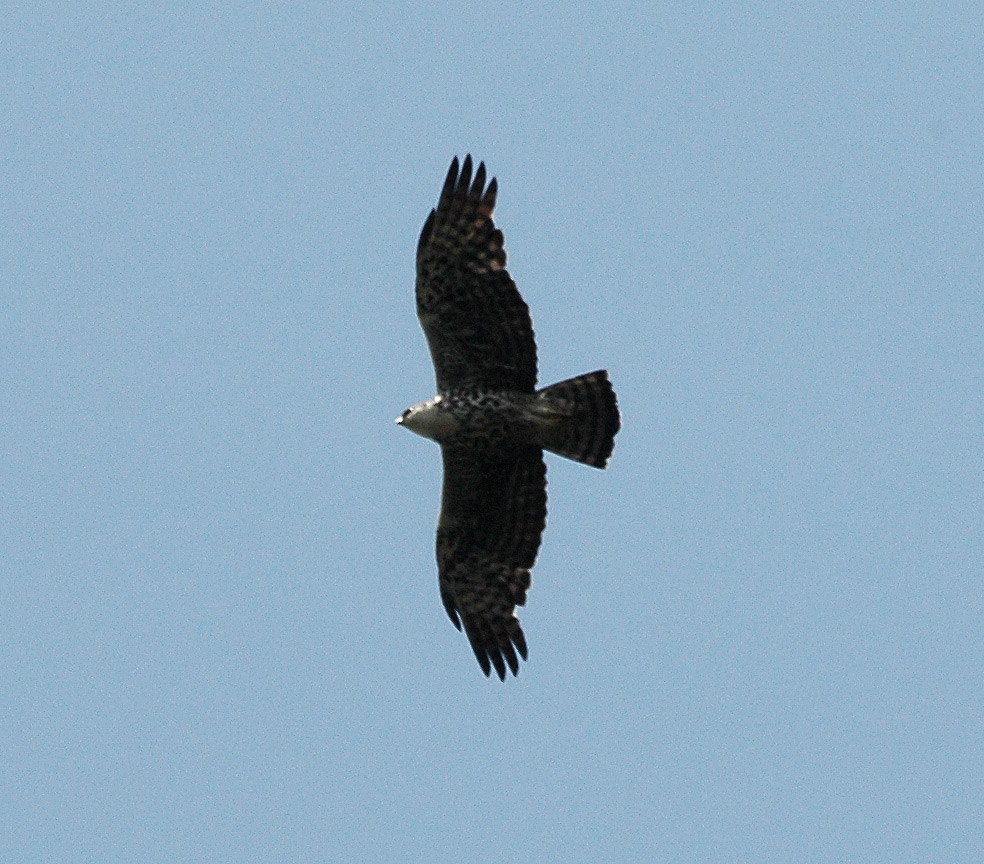

## Verspreiding en leefgebied
Ayres' havikarend komt voor als standvogel van Sierra Leone oostwaarts tot in Ethiopië en Somalië en verder naar het zuiden tot in N-Namibië, N-Botswana en NO-Zuid-Afrika. Het leefgebied bestaat uit loofbos, riviergeleidend bos maar ook aangeplant bos en zelfs in de omgeving van steden als Freetown (Sierra Leone).

## Status
Ayres havikarend heeft een groot verspreidingsgebied en daardoor is de kans op de status kwetsbaar (voor uitsterven) gering. De grootte van de populatie wordt geschat op 20-50 duizend volwassen vogels. Men veronderstelt dat de soort in aantal stabiel is. Om deze redenen staat deze soort havikarend als niet bedreigd op de Rode Lijst van de IUCN.